# أوغست هوبل
أوغست هوبل (بالألمانية: August Hobl) هو متسابق دراجات نارية ألماني. نافس في سباقات بطولة العالم لفئة 350 سي سي ولفئة 250 سي سي ولفئة 125 سي سي ولفئة 50 سي سي. بدأ المنافسة في بطولة العالم سنة 1953. أفضل موسم له كان موسم سنة 1956 عندما جاء في المركز الثاني في بطولة العالم لفئة 350 سي سي.